# Lladró

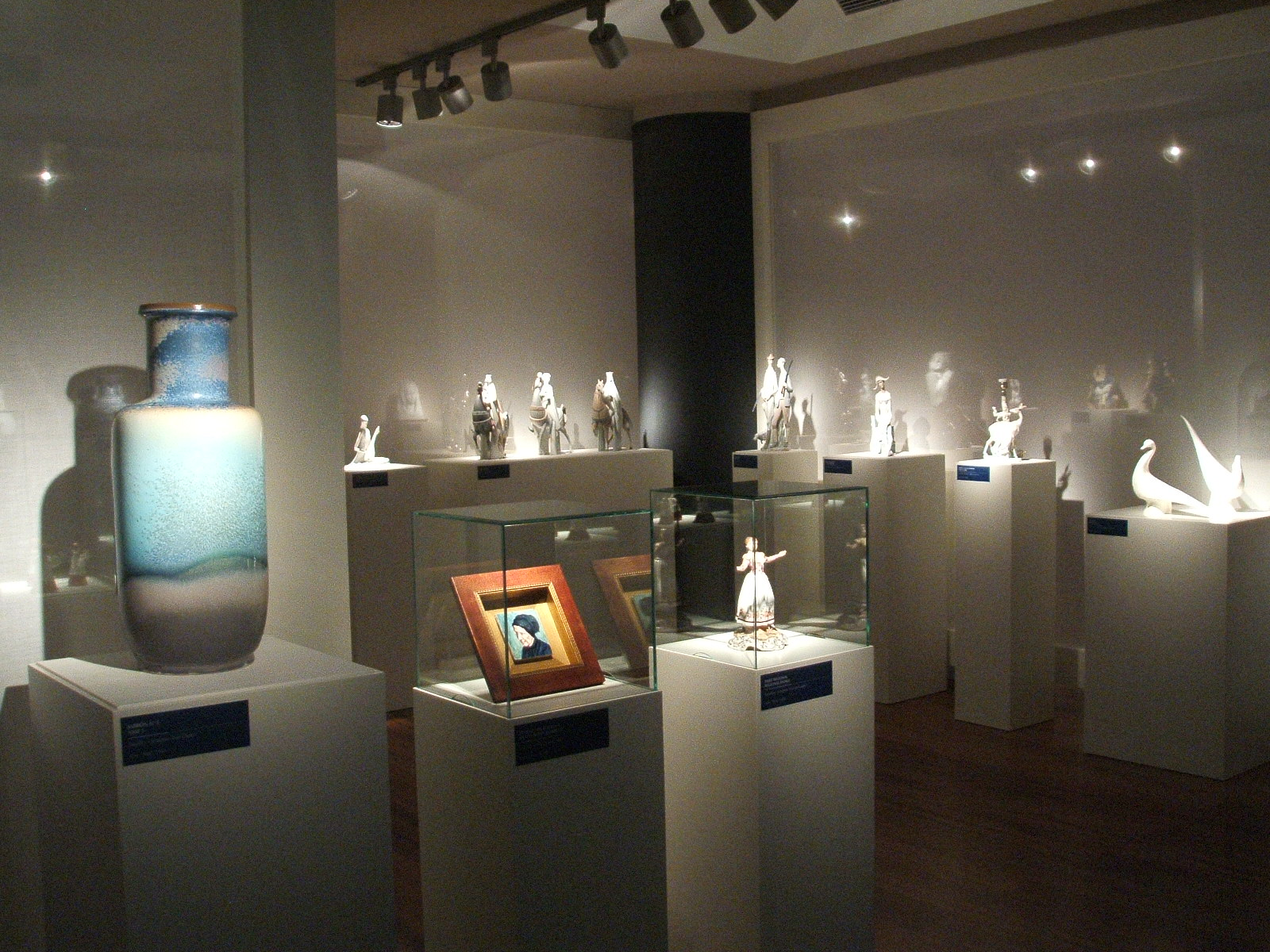
Museu da Porcelana Lladró

Lladró é uma empresa espanhola com sede em Tavernes Blanques, em Valência focada na produção de esculturas de porcelana de alta qualidade. Foi fundada por três irmãos: Juan, José e Vicente Lladró em 1953 iniciando a produção de vasos e apenas em 1956 começa a produção de esculturas.

## Cultura
No episódio "Christmas Break" de Will and Grace, Marylin, mãe de Will, tem uma coleção de Lladrós. Ela diz que eles não têm preço, porém Grace quebra o mais precioso delas.